# Stèle de l'Hoplitodrome
La stèle de l'Hoplitodrome ou relief d'un coureur est un fragment de monument funéraire du style de la fin de la période archaïque de la sculpture grecque, daté de 500 av. J.-C. environ.
Le relief de l'Hoplitodrome a été trouvé en 1902 dans le quartier du Théséion (Héphaïstéion), à Athènes. Il est conservé au musée national archéologique d'Athènes (inv.1959). 
La stèle en marbre de Paros, de 0,73 × 1,02 m, figure en bas-relief un jeune coureur, la tête tournée en arrière, coiffé d'un casque d'hoplite.

## Description
La stèle est en forme de trapèze, fortement endommagée et bosselée ; la partie supérieure et le coin inférieur droit sont manquants. Les deux volutes d'un ancien couronnement sont toujours présentes dans les coins supérieurs.
Le relief montre un jeune homme nu, dont le seul accessoire vestimentaire est un casque militaire attique. Il est représenté en mouvement de gauche à droite ; le bas du corps est entièrement dirigé vers la droite, tandis que le haut du corps est représenté dans un mouvement indépendant qui le place presque complètement tourné vers la droite en une vue frontale de la poitrine et des épaules.

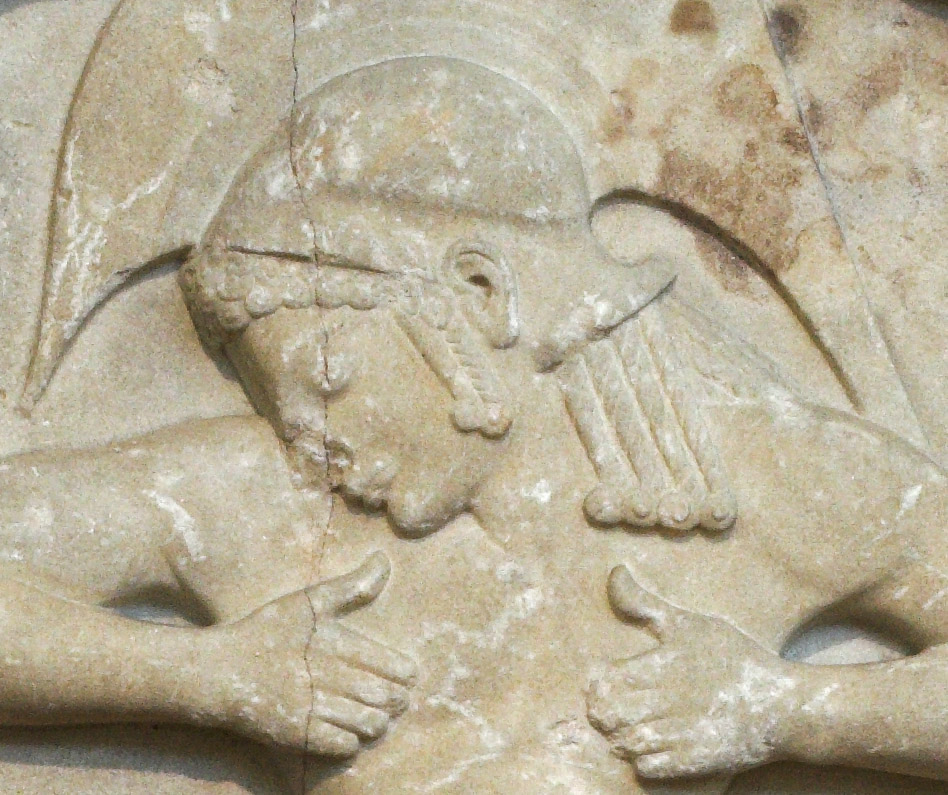
Détail de la tête.

La tête est tournée en arrière et légèrement inclinée vers le bas. Les bras sont fortement pliés et levés très haut, les mains tenues à hauteur de poitrine. Les cheveux soigneusement traités sont arrangés en plusieurs mèches tressées maintenues ensemble par des perles ou des coquillages, tout comme les mèches de cheveux sur le front, émergeant du casque. Les muscles peu marqués suffisent cependant à donner l'impression d'un corps athlétique.

## Interprétation
La pièce est essentielle dans l'étude du développement de l'art attique. Il est frappant de voir comment le motif s'emboîte ici dans la forme de la pierre, se modelant l'un à l'autre. Les contorsions du corps sont également une nouveauté pour cette époque, marquant la transition entre la rigidité du style archaïque et un art classique beaucoup plus dynamique.
Le sujet représenté est peut-être une course en armes. On peut alors penser que dans son effort, le coureur jette un œil sur ses poursuivants. Dans la réalité, de telles courses n'étaient pas pratiquées dans la nudité, mais cette représentation de nudité héroïque du corps nu masculin est probablement symbolique. Le casque indique que l'on doit imaginer réellement le coureur armé et cuirassé. Une autre hypothèse est qu'il s'agirait d'un pyrrhichiste : un danseur de pyrrhique, danse en armes à caractère religieux.
Le but de cette création en marbre de Paros n'est pas absolument clair. Peut-être ce portrait de taille réduite, d'une hauteur de 1,02 m et d'une largeur de 0,73 m, était-il une stèle funéraire, constituant un monument à elle seule. Il est plus probable, cependant, qu'il s'agisse d'un côté d'une base créée pour un monument funéraire plus important.
| Objet | Description | Origine et datation                                                           |
| ----- | --- | ----------------------------------------------------------------------------- |
| 1959  | Stèle de l'Hoplitodrome ou Hoplite courant Stèle figurant en bas-relief un jeune coureur, la tête tournée en arrière, coiffé d'un casque d'hoplite. Marbre de Paros, 0,73 × 1,02 m. Musée national archéologique d'Athènes | Trouvé en 1902 dans le quartier du Théséion (Héphaïstéion) Vers 500 av. J.-C. |

## Sources
1. ↑  Karoúzou 1978, p. 52.

## Liens
- (de + en) « Stèle de l’Hoplitodrome », banque de données archéologiques Arachne.